# Pierre-Marie Hériaud
Pierre-Marie Hériaud, né en 1962 à Nantes, est un journaliste français.
Rédacteur en chef adjoint du quotidien Presse-Océan entre octobre 2008 et septembre 2023,  il a collaboré entre 1982 et 2004 à de nombreuses publications, notamment Le Nouveau Détective, Aujourd'hui en France-Le Parisien (sous le pseudonyme d'Antoine Martin) et Le Journal du dimanche (sous le pseudonyme d'Eric Sébastien) sans oublier le journal du Football Club de Nantes, Sportmania.
Depuis 2001, il intervient régulièrement sur des formations en entreprises et devant les étudiants d'écoles supérieures (Audencia, Sup de Com, ISEG...) sur les techniques de rédaction journalistique, la prise de parole en. public, la conception et l'animation d'un support d'information. Il conseille également entreprises et organismes publics sur le contenu de leurs journaux d'entreprise et l'organisation de leur équipe rédactionnelle.